# Antillianen
Onder de noemer Antillianen zijn in Nederland de inwoners van het Caribisch deel van het Koninkrijk der Nederlanden en hun nazaten bekend. Het betreft de inwoners van de Benedenwindse eilanden Aruba, Bonaire en Curaçao, en de Bovenwindse eilanden Saba, Sint Maarten en Sint Eustatius. Deze eilanden tellen samen ruim 350.000 inwoners. Daarnaast wonen in Nederland ruim 170.000 Antillianen. Antillianen bezitten – als burgers van het Koninkrijk der Nederlanden – de Nederlandse nationaliteit.

## Voorouders
Antillianen hebben een grote diversiteit aan afkomst. Gemiddeld hebben inwoners van Aruba meer Inheemse en Europese voorouders, terwijl inwoners van de andere eilanden zoals Curaçao gemiddeld meer Afrikaanse voorouders hebben. Deze diversiteit wordt grotendeels bepaald door de geschiedenis van de Antillen. 
Tot de komst van de Spanjaarden in 1493 werden de Antillen bewoond door Indianen. In het begin van de 16e eeuw werd het grootste deel van de Indianen afgevoerd als slaven, waarna de Spanjaarden het grootste deel van de bevolking uitmaakten. In 1634 kwam Curaçao in Nederlandse handen en vestigden zich ook Nederlanders op de eilanden. Na 1665 werdt Curaçao een doorvoerhaven voor Afrikaanse slaven, die verhandeld werden door de West-Indische Compagnie. Een klein deel van de slaven bleef achter en werd ingezet op de plantages.
De Bovenwindse eilanden werden aan het eind van de 15e eeuw door de Spanjaarden ontdekt. De eilanden wisselden regelmatig van "eigenaar", meestal tussen Nederland, Spanje, Frankrijk en de Verenigd Koninkrijk.

## Religie
- Curaçaoënaars zijn voor 90% christelijk, waarvan 72,8% rooms-katholiek is. 6% heeft geen religie (2011).
- Boneirianen zijn voor 84,8% christelijk, waarvan 68,3% rooms-katholiek is. 12% heeft geen religie (2013).
- Sint Maartenaren zijn voor 82,2% christelijk, waarvan 49% protestant is (respectievelijk 14,7% pinksterbeweging, 10% methodist, 6,6% zevendedagsadventist, 4,7% baptist). 33,1% is rooms-katholiek. 7,9% heeft geen religie (2011).

## Talen
De meerderheid van Antillianen zijn meertalig met 3 of 4 talen.
De Antillianen van de Benedenwindse eilanden spreken Papiaments als eerste taal en Nederlands als tweede (of derde) taal. Engels en Spaans worden ook veel gesproken en zijn bekend vanwege Amerikaanse toerisme (meestal bij Aruba) en nabijheid van Latijns-Amerikaanse landen (Venezuela en Colombia).
Antillianen van de Bovenwindse eilanden spreken Engels als omgangstaal en Nederlands als tweede (of derde) taal. Op Sint Maarten spreken sommige mensen Frans.